# Patrick Moreau
Patrick Moreau (Cognac, 3 novembre 1973) è un ex calciatore francese, di ruolo difensore.

## Carriera

### Club
Ha giocato nella prima divisione francese.

### Nazionale
Nel 1996 ha partecipato sia agli Europei Under-21 che ai Giochi Olimpici.

## Palmarès

### Club

#### Competizioni nazionali
- Ligue 2: 1

Nancy: 2004-2005

#### Competizioni internazionali
- Coppa Intertoto UEFA: 1

Bastia: 1997